# Biathlon al XIII Festival olimpico invernale della gioventù europea
Il Biathlon al XIII Festival olimpico invernale della gioventù europea si è svolto dal 13 al 17 febbraio 2017 a Erzurum in Turchia.

## Podi

### Ragazzi
| Evento                  | Oro              | Tempo   | Argento       | Tempo    | Bronzo            | Tempo    |
| Sprint (dettagli)       | Vítězslav Hornig | 19:46.9 | Kristo Siimer | 20:02.04 | Mikhail Pervushin | 20:02.07 |
| Inseguimento (dettagli) | Thomas Briffaz   | 28:45.9 | Jason Drezet  | 28:48.9  | Andrei Viukhin    | 28:49.1  |

### Ragazze
| Evento                  | Oro            | Tempo   | Argento              | Tempo   | Bronzo               | Tempo   |
| Sprint (dettagli)       | Camille Bened  | 17:42.2 | Khrystyna Dmytrenko  | 18:03.7 | Anastasia Shevchenko | 18:04.1 |
| Inseguimento (dettagli) | Anna Grigoreva | 24:45.8 | Anastasia Shevchenko | 25:22.9 | Camille Bened        | 26:21.8 |

### Misto
| Evento                     | Oro    | Tempo     | Argento | Tempo     | Bronzo    | Tempo     |
| Staffetta 4x6km (dettagli) | Russia | 1:16:39.3 | Francia | 1:17:28.3 | Finlandia | 1:18:37.2 |

## Medagliere
| Pos. | Paese     | Oro | Argento | Bronzo | Totale |
| ---- | --------- | --- | ------- | ------ | ------ |
| 1    | Francia   | 2   | 2       | 1      | 5      |
| 2    | Russia    | 2   | 1       | 3      | 6      |
| 3    | Rep. Ceca | 1   | 0       | 0      | 1      |
| 4    | Estonia   | 0   | 1       | 0      | 1      |
| 4    | Ucraina   | 0   | 1       | 0      | 1      |
| 6    | Finlandia | 0   | 0       | 1      | 1      |